# Abborregölen (Gärdserums socken, Småland)
Abborregölen är en sjö i Åtvidabergs kommun i Småland och ingår i Storåns huvudavrinningsområde.